# لورا تانغوي
لورا تانغوي (بالفرنسية: Laura Tanguy)‏ هي متسابقة ملكة الجمال وعارضة فرنسية، ولدت في 2 أغسطس 1987 في أنجيه في فرنسا.